# Alfa Trianguli Australis
Atria (AFI: /ˈatrja/; α TrA / α Trianguli Australis / Alfa Trianguli Australi) è una stella gigante della costellazione del Triangolo Australe. Il suo nome proprio è una contrazione della sua designazione di Bayer: "Alpha Trianguli Australis". La sua magnitudine apparente è +1,92, il che ne fa quarantaduesima stella più luminosa del cielo. Avendo una declinazione di 69°S, essa non è visibile in buona parte dell'emisfero boreale. È una delle stelle più luminose più vicine al Polo Sud celeste, battuta solo da Miaplacidus, che è sia più vicina al polo celeste che più luminosa.

## Caratteristiche fisiche
Atria è una gigante arancione di classe spettrale K2. La sua temperatura superficiale è di circa 4200 K, con una incertezza di 200 K. Visto che dista 415 anni luce, essa è intrinsecamente molto luminosa: 4900 volte il nostro Sole. Dalla luminosità intrinseca e dalla temperatura superficiale si può calcolare il raggio, che è 130 volte quello solare. Se fosse posta al centro del sistema solare, Atria raggiungerebbe quasi l'orbita di Venere. Da questi parametri si ricava che la massa di Atria è circa sette volte quella del Sole.
Nonostante la sua età stimata sia solo 45 milioni di anni, Atria ha raggiunto uno stadio avanzato della sua evoluzione. Avendo esaurito l'idrogeno presente nel suo nucleo, essa ha cominciato a fondere l'elio in carbonio e ossigeno. Il suo destino è quello di perdere gli stati più esterni, generando una nebulosa planetaria, in allontanamento da una nana bianca, cioè da quanto rimarrà del suo nucleo.

## Una stella doppia?
Ci sono degli indizi che fanno pensare che Atria sia una stella doppia o forse addirittura tripla, sebbene non siano conclusivi. In primo luogo essa è una stella al bario. Di solito stelle di questo tipo hanno come compagne una nana bianca, cioè una stella originariamente più massiccia che si è evoluta più velocemente e che, perdendo i suoi stati superficiali, ha contaminato la compagna con elementi pesanti. Tuttavia la nana bianca compagna di Atria dovrebbe essere giovane e massiccia e quindi molto calda. Ne segue che dovrebbe emettere abbastanza radiazione da essere rilevabile ai nostri strumenti. E tuttavia nessuna nana bianca è mai stata osservata nei pressi di Atria.
In secondo luogo, Atria emette raggi X. Stelle del tipo di Atria tuttavia non emettono raggi X, che si presentano solo a temperature molto elevate. Una giovane stella in formazione nei pressi di Atria potrebbe spiegare queste emissioni.